# Arnaud de Gramont
Pour les autres membres de la famille, voir Maison de Gramont.
Antoine-Alfred-Arnaud-Xavier-Louis, comte de Gramont de Coigny, né le 21 avril 1861 à Paris et mort le 31 octobre 1923 au château de la Bizolière, à Savennières, est un physicien et minéralogiste français.

## Biographie
Fils du général Alfred de Gramont (1823-1881) et petit-fils du duc Héraclius de Gramont et du duc Charles de Choiseul-Praslin, il est autorisé par acte du 26 juin 1901 à ajouter à son nom celui de Coigny, prenant le titre de courtoisie de duc de Coigny, en tant que petit-fils de Françoise Sébastiani, elle-même fille d'Antoinette-Jeanne de Franquetot de Coigny (1778-1807), sœur du dernier duc de Coigny.
il obtient un doctorat en sciences physiques. Il prend part à la création de l'Institut d'optique théorique et appliquée (Orsay) et devient membre de la Commission supérieure des inventions.
Il est élu membre de l'Académie des sciences en 1913.
Marié à Anne-Marie Brincart, petite-fille d'Ernest Duboys d'Angers, il est le beau-père de Nuno Maria Álvares Pereira de Mello, 9e duc de Cadaval, et l'arrière grand-père de Diana Álvares Pereira de Melo (en).
Il est le grand-cousin du scientifique Armand de Gramont.

## Publications
- Analyse spectrale directe des minéraux, Paris, Chaix, 1895.
- Analyse spectrale des minéraux non conducteurs par les sels fondus, Tours, Deslis, 1898.
- Recherches sur les spectres de dissociation dans la partie visible de l'ultraviolet : considérations préliminaires et description des dispositifs, Paris, Gauthier-Villars, 1909.
- Sur l'emploi des raies ultimes dans l'analyse spectrale appliquée à la chimie, London, Partridge & Cooper, 1910.
- Sur les spectres stellaires et leur classification, Paris, Gauthier-Villars, 1910.
- Notions d'analyse spectrale appliquée aux essais industriels, Paris, Hermann, 1911.
- Sur les spectres de dissociation et sur leurs propriétés générales, Tours, Deslis, 1911.
- Sur les raies ultimes et de grande sensibilité du chrome, du manganèse, du fer, du nickel et du cobalt,  Paris, Gauthier-Villars, 1912.
- Sur le spectre de bandes de l'aluminium et sur sa présence dans les spectres de flamme de certains minéraux, Paris, Gauthier-Villars, 1913.
- Recherches sur les spectres de dissociation dans la partie visible de l'ultra-violet, 2ème mémoire, généralités sur les raies ultimes, Paris, Gauthier-Villars, 1915.
- Sur le rôle des actions électriques dans l'émission et l'apparence de certains types de raies du spectre du magnésium, avec Gustave A. Hemsalech, Paris, 1921.
- Sur la recherche spectrale du bore, et sur sa présence dans quelques silico-aluminates naturels, avec Alfred Lacroix, Saint-Amand, Cher, Bussière, 1921.
- Sur les conditions d'émission des raies d'étincelles par l'arc électrique, avec Gustave A. Hemsalech, Paris, 1921.
- Sur les spectres stellaires et leur classification, Paris, Gauthier-Villars, 1922.
- Observations and experiments on the occurrence of spark lines (enhanced lines) in the arc, avec Gustave A. Hemsalech, 1922.
- Sur l'évolution du spectre du magnésium sous l'influence d'actions électriques croissantes : applications à l'astrophysique, avec Gustave A. Hemsalech, Paris, 1922.
- Sur l'emploi de l'analyse spectrographique en métallurgie : spectres de dissociation des aciers spéciaux, Paris, Revue de métallurgie, 1922.
- Analyse spectrale appliquée à l'analyse chimique, avec François Lecoq de Boisbaudran, 2 volumes, 1923.
- Méthodes pratiques d'analyse spectrale pour l'identification des éléments, conférence faite devant la Société chimique de France le 8 Juin 1923, Paris, 1924.

## Sources
- Notice sommaire sur les titres et travaux scientifiques d'Arnaud de Gramont, Paris, 1910.
- Édouard Branly, Rapport sur les travaux d'Arnaud de Gramont, 1913.
- Albin Haller, Notice nécrologique sur Arnaud de Gramont, 1923.
- Charles Fabry, « Arnaud de Gramont (1861-1923) », in Biographisch-literarisches Handwörterbuch der exakten Naturwissenschaften, 1924.